# Élection gouvernorale de 2022 dans l'État de New York
L'élection gouvernorale de 2022 dans l'État de New York est un scrutin qui a lieu le 8 novembre 2022 et permet d'élire le gouverneur et le lieutenant-gouverneur de l'État américain de New York pour un mandat de quatre ans.
La gouverneure sortante, Kathy Hochul, membre du Parti démocrate, est élue pour un premier plein mandat face à Lee Zeldin, membre du Parti républicain, faisant d'elle la première femme élue à cette fonction.

## Forces en présence
La gouverneure sortante Kathy Hochul, lieutenante-gouverneure de l'État durant le mandat d'Andrew Cuomo jusqu'à sa démission, se présente à sa propre succession. Elle est la candidate du Parti démocrate, désignée comme telle lors d'une élection primaire au cours de laquelle elle bat les candidats Jumaane Williams et Tom Suozzi. Le sortant Antonio Delgado est parallèlement choisi par les électeurs de la primaire pour être le candidat démocrate au poste de lieutenant-gouverneur.
Le représentant fédéral Lee Zeldin est le candidat du Parti républicain pour cette élection. Il est désigné lors d'une primaire également, qui voit concourir Rob Astorino, Andrew Giuliani — fils de l'ancien maire de New York Rudy Giuliani — et le chef d'entreprise Harry Wilson. Alison Esposito, ancienne policière new-yorkaise et candidate républicaine désignée sans opposition au poste de lieutenant-gouverneur, est la première candidate ouvertement homosexuelle à se présenter à une élection d'État dans l'État de New York.
Si seulement deux candidats se font face sur le bulletin de vote pour l'élection du gouverneur, les électeurs ont la possibilité de voter pour un candidat par écrit, ce que font 9 290 électeurs. La campagne est marquée par l'agression de Zeldin en juillet 2022 à Fairport, lorsqu'un homme tente de le poignarder lors d'un discours de campagne,.
Hochul est élue avec un écart relativement faible face à son concurrent républicain, le plus faible depuis 1994. Elle devient la première femme élue gouverneure de l'État de New York.

## Résultats
| Candidats                | Candidats                | Partis                   | Voix       | %     |
| ------------------------ | ------------------------ | ------------------------ | ---------- | ----- |
|                          | Kathy Hochul             | Démocrate                | 3 140 415  | 53,20 |
|                          | Lee Zeldin               | Républicain              | 2 762 581  | 46,80 |
|                          | Candidats par écrit      | Candidats par écrit      | 9 290      |       |
|                          |                          |                          |            |       |
| Votes valides            | Votes valides            | Votes valides            | 5 853 004  | 99,15 |
| Votes blancs et nuls     | Votes blancs et nuls     | Votes blancs et nuls     | 49 992     | 0,85  |
| Total                    | Total                    | Total                    | 5 902 996  | 100   |
| Abstention               | Abstention               | Abstention               | 6 221 246  | 52,26 |
| Inscrits / participation | Inscrits / participation | Inscrits / participation | 12 124 242 | 47,74 |